# 宜昌市第一人民医院
宜昌市第一人民医院，挂牌三峡大学人民医院，位于湖北省宜昌市，始建于1949年，是一家三级甲等综合医院。医院在职职工1960人，占地面积53亩，开设45个病区，业务用房15万平方米，开放床位1600张。